# Carl Bohm
Johann Friedrich Carl Gerhard Bohm (též Charles Bohm, Henry Cooper, Karl Bohm; 11. září 1844 Berlín – 4. dubna 1920 Berlín-Wilmersdorf) byl německý klavírista a hudební skladatel.

## Život
Carl Bohm byl nejstarším z osmi dětí matematika a zeměměřiče Friedricha Eduarda Bohma (1810-1887). Vyrůstal v Königsbergu v Neumarku (dnes Chojna) a Bad Arolsenu, ale nejpozději v roce 1868 se vrátil do Berlína.
Nejdříve se proslavil jako pianista. Byl studentem Hanse Bischoffa, Flodoarda Geyera a Augusta Reissmanna. Teprve později začal skládat a obrátil se k lehké múze. Napsal operety, oratorium Jeníček a Mařenka, sonáty a především mnoho houslových a klavírních skladeb - až do opusového čísla 330. Jedná se o tzv. salonní skladby, které byly populární zvlášť v období před rozhlasem a televizí. Nejznámější byly jeho písně, k nimž patří jeho nejslavnější skladba Still wie die Nacht (op. 326 č. 27), vokální skladba s klavírním doprovodem, existující i v jiných aranžmá (např. pro sbor, pro dva hlasy, pro klavír, pro varhany, citeru nebo trubku). Byla nahrána mnoha zpěváky (např. Rudolf Schock, Fritz Wunderlich [1965], Heino [1969] a Helge Rosvaenge [1981]) a také zpracována Jamesem Lastem [1973]. Tato milostná píseň se v Německu dodnes někdy hraje na svatbách.
Bohmovo první manželství bylo s Annou Lucindou Olgou Schmidtovou (1849–1895) a po její smrti s Jenny Jacobyovou (1861–1946). Z prvního manželství měl dceru.
Carl Bohm byl pohřben na hřbitově ve Wilmersdorfu v Berlíně, kde jsou na jeho náhrobku vytesány první takty jeho slavné písně. Náhrobek navrhl jeho bratr, stavitel a malíř Adolf Bohm (1854–1939 / 40).

## Dílo
- Písně (op. 326; tam č. 27: „Still wie die Nacht“)
- Salonní skladby (op. 327)
- Klavírní trio G dur. (Pstruh; op. 330 č. 2)
- Perpetuo Mobile (Malá svita 6)
- Introduction + Polonaise
- Moto Perpetuo
- Domácí hudba